# ジュロー・グルイッチ
ジュロー・グルイッチ（Đuro Gruić、1887年12月6日 - 1945年9月24日）は、クロアチアの軍人。
ウスタシャ運動に参加。クロアチア独立国建国後、ウスタシャ武装部隊の編成に参加した。
1944年11月21日、アンテ・パヴェリッチは、軍の再編を行い、事実上、軍（ドモブラン）をウスタシャの完全な支配下に置いた。同日、グルイッチは、クロアチア軍司令官兼参謀総長に任命された。グルイッチの指揮下には、5個軍団が存在した。
1945年5月6日に逮捕。ユーゴスラビア軍法会議により死刑を言い渡され、処刑。